# Борг/Макинрой
«Борг/Макинрой» (англ. Borg/McEnroe) — шведский биографический фильм на английском языке режиссёра Януса Мец Педерсена. В главных ролях Сверрир Гуднасон и Шайа Лабаф. Премьера фильма прошла на кинофестивале в Торонто. Премьера в России состоялась 5 октября 2017 года.

## Сюжет
Фильм расскажет о знаменитом финальном матче Уимблдона в 1980 году — противостоянии шведа Бьорна Борга и американца Джона Макинроя.

## В ролях
- Сверрир Гуднасон — Бьорн Борг[4][7][8].
- Шайа Лабаф — Джон Макинрой[4][7][8][9]
- Стеллан Скарсгард — Леннарт Бергелин[4][7][10]
- Тува Новотны — Мариана Симьонеску[4]
- Роберт Эммс — Витас Герулайтис[4]
- Джейсон Форбс — Артур Эш
- Скотт Артур — Питер Флеминг
- Том Датноу — Джимми Коннорс

## Съёмки
Съёмки начались в августе 2016 года в Гётеборге, Праге, Лондоне и Монако. Также они прошли в родном городе Борга, Сёдертелье, где он вырос и впервые начал играть в теннис. В студии в Гётеборге была воссоздан ночной клуб «Студия 54». Теннисная арена Štvanice в Праге стала Центральным кортом Всеанглийского клуба лаун-тенниса и крокета в Лондоне, где проходил финал Уимблдонского турнира 1980 года.
В октябре 2016 года были выпущены первые кадры Сверрира Гуднасона и Шайи Лабафа в образе Бьорна Борга и Джона Макинроя.